# Franco Scoglio
Francesco Scoglio (Lípari, 2 de mayo de 1941-Génova, 3 de octubre de 2005), más conocido como Franco Scoglio, fue un futbolista, entrenador y profesor italiano.

## Trayectoria
Licenciado en Pedagogía, enseñó en varias escuelas del Sur de Italia durante los años sesenta, lo que le valió el apodo de «el Profesor» en el mundo del fútbol. Como futbolista, jugó algunas temporadas en ligas menores, primero como defensa y luego como centrocampista. Debutó en el equipo local de su isla natal, el Lipari; tras trasladarse a Roma para graduarse en el Instituto Superior de Educación Física, se incorporó a las filas del Tevere Roma, donde jugó tres partidos en la Serie C en la temporada 1963-64. Por último, cuando se fue a enseñar al Instituto Agrícola de Palmi, jugó una temporada en la Serie D con el equipo local, la Palmese.
Comenzó a entrenar en 1971 en la Gioiese, donde ganó un campeonato en la categoría Promozione. Luego pasó al equipo juvenil de la Reggina, y después entrenó a varios equipos de la Serie D, la Serie C2 y la Serie C1 en Sicilia y Calabria (de nuevo Gioiese, Messina, Acireale, Reggina, Crotone y Akragas), además de trabajar una temporada en Liguria, en el Spezia. Con el Messina logró el ascenso a la Serie B en 1986. En 1988 volvió a Liguria para entrenar al Genoa, con el que, al año siguiente, logró el ascenso a la Serie A y luego la permanencia en la máxima división italiana. Después entrenó en la Serie A y la Serie B, sentado en los banquillos de Bologna, Udinese, Lucchese, Pescara, Torino, Cosenza y Ancona.
Entre 1998 y 2001 entrenó a la selección de Túnez, con la que obtuvo el cuarto puesto en la Copa Africana de Naciones 2000 y se clasificó para el Mundial 2002, al que renunció para volver a entrenar al Genoa y salvarlo del descenso a la Serie C. En 2002 fue el seleccionador de Libia, cargo del que dimitió por desavenencias con la federación de fútbol presidida por Al-Saadi el Gadafi, hijo de Muamar el Gadafi. Regresó a Italia para entrenar al Napoli, su último equipo, donde aplicó por última vez su táctica del «rombo».
Scoglio también fue comentarista de televisión para muchos programas deportivos en Italia y en el extranjero, siendo comentarista técnico y columnista también de Al-Jazeera. En los últimos años de su vida, impartió clases en la Universidad de Mesina, que le confió la cátedra de Teoría, Técnica y Didáctica del Fútbol para la carrera de Ciencias de la Actividad Física y del Deporte.
El 3 de octubre de 2005, mientras participaba en una emisión televisiva de Primocanale de Génova, la ciudad que le había adoptado, Scoglio se sintió mal tras una animada conversación telefónica con el entonces presidente del Genoa, Enrico Preziosi, y de repente se desplomó con la cabeza hacia atrás sobre el sillón en el que estaba sentado. La emisión se interrumpió inmediatamente para permitir la intervención de los socorristas del Servicio de Urgencias y Emergencias Sanitarias, pero todos los intentos de reanimación fueron en vano. El propio presentador y los invitados del estudio intentaron reanimar a Scoglio antes de la llegada de los socorristas, pero no lo consiguieron. La «profecía» de Scoglio se hizo realidad: «Morirò parlando del Genoa» [Moriré hablando del Genoa].
A su funeral en Génova acudieron 10.000 personas para presentarle sus últimos respetos. Después regresó a Mesina por última vez, recibido en el estadio "Giovanni Celeste" por un nutrido grupo de aficionados (3.000), y partió para su último viaje a su ciudad natal, Lipari; hoy Scoglio descansa en el cementerio de Canneto, una fracción de Lipari. En 2016, el estadio del ACR Messina, ahora denominado "Stadio San Filippo-Franco Scoglio", recibió su nombre.

## Clubes

### Como jugador
| Club        | País   | Año       |
| ----------- | ------ | --------- |
| Lipari      | Italia | 19??-1963 |
| Tevere Roma | Italia | 1963-1964 |
| Palmese     | Italia | 1970-1971 |

### Como entrenador
| Club               | País   | Año       |
| ------------------ | ------ | --------- |
| Gioiese            | Italia | 1971-1972 |
| Reggina (juvenil)  | Italia | 1972-1973 |
| Gioiese            | Italia | 1973-1974 |
| Messina            | Italia | 1974-1975 |
| Gioiese            | Italia | 1975-1976 |
| Acireale           | Italia | 1976-1977 |
| Spezia             | Italia | 1977-1978 |
| Reggina            | Italia | 1978-1979 |
| Messina            | Italia | 1980-1981 |
| Gioiese            | Italia | 1981-1982 |
| Reggina            | Italia | 1982-1983 |
| Crotone            | Italia | 1983      |
| Akragas            | Italia | 1983-1984 |
| Messina            | Italia | 1984-1988 |
| Genoa              | Italia | 1988-1990 |
| Bologna            | Italia | 1990      |
| Udinese            | Italia | 1991-1992 |
| Lucchese           | Italia | 1992-1993 |
| Pescara            | Italia | 1993      |
| Genoa              | Italia | 1993-1994 |
| Torino             | Italia | 1995-1996 |
| Cosenza            | Italia | 1996-1997 |
| Ancona             | Italia | 1998      |
| Selección de Túnez | Túnez  | 1998-2001 |
| Genoa              | Italia | 2001-2002 |
| Selección de Libia | Libia  | 2002      |
| Napoli             | Italia | 2003      |